# Caniço (Santa Cruz)
Caniço is een stad en freguesia in de Portugese gemeente Santa Cruz op het eiland Madeira. In 2001 was het inwonertal 11.586 op een oppervlakte van 12,00 km². Caniço heeft sinds 9 juni 2005 de status van stad (cidade).